# Freida McFadden
Freida McFadden (Nova Iorque, 1 de maio de 1980) é uma escritora norte-americana e médica especialista em lesões no cérebro em Nova Iorque. Freida McFadden é um pseudônimo para diferenciar do seu trabalho como médica. Seu livro The Housemaid (2022) vendeu mais de dois milhões de cópias, ficou na lista dos mais vendidos da Amazon por 83 semanas e passou 60 semanas na lista dos mais vendidos do The New York Times.

## Biografia
Ela cresceu no centro de Manhattan, Nova York e foi membra da equipe de matemática na escola. Seu pai é um psiquiatra, sua mãe uma podóloga. Se formou em medicina em Harvard.
McFadden auto-publicou o seu primeiro livro através do Amazon em 2013. O seu livro de 2022,The Housemaid, foi um best-seller internacional. Uma adaptação ao cinema vai ser feita pelo estúdio Lionsgate com Rebecca Sonnenshine a escrever o guião, e com Todd Lieberman e Alex Young da Hidden Pictures na produção.
Ela passou uma década se auto-publicando, mas hoje já tem contrato com editora para seus livros físicos.
Ela mora em Boston, com o marido, um engenheiro; seus dois filhos e uma gata.

### Série da Doutora Jane McGill
1. The Devil Wears Scrubs (2013)
2. The Devil You Know (2017)

### SériePrescription: Murder
1. Dead Med (2014)
2. Brain Damage (2016)

### SérieHousemaid
1. The Housemaid (2022); A Criada (em Portugal, Alma dos Livros 2023)[5]; A Empregada (no Brasil, Arqueiro 2023)
2. The Housemaid's Secret (2023); O Segredo da Criada (em Portugal, Alma dos Livros 2023)[5]; O Segredo da Empregada (no Brasil, Arqueiro 2024)
3. The Housemaid’s Wedding (2023); O Casamento da Criada (em Portugal, Alma dos Livros 2025);  O Casamento da Empregada (no Brasil, Arqueiro 2024)
4. The Housemaid Is Watching (2024); A Criada Está a Ver (em Portugal, Alma dos Livros 2024); A Empregada está de olho (no Brasil, Arqueiro 2024)

### Livros isolados
- The Surrogate Mother (2018)
- The Ex (2019)
- The Perfect Son (2019)
- The Wife Upstairs (2020)
  - A Mulher no Andar de Cima (em Portugal, Alma dos Livros 2025)
- One By One (2020)
  - Um por Um (em Portugal, Alma dos Livros 2025)
  - Até o último de nós (no Brasil, Arqueiro, 2025)
- Want to Know a Secret? (2021)
- The Locked Door (2021)
  - A Porta Trancada (em Portugal, Alma dos Livros 2023)[5]
  - A sete chaves (no Brasil, Arqueiro, 2025)
- Do Not Disturb (2021)
  - Não Incomodar (em Portugal, Alma dos Livros 2024)
- Do You Remember (2022)
- The Inmate (2022)
  - O Recluso (em Portugal, Alma dos Livros 2024)
  - O detento (no Brasil, Arqueiro, 2025)
- Never Lie (2022)
  - Nunca Mintas (em Portugal, Alma dos Livros 2024)
  - Nunca minta (no Brasil, Record, 2025)
- Ward D (2023)
  - Ala D (em Portugal, Alma dos Livros 2024)
- The Coworker (2023)
  - O Escritório (em Portugal, Alma dos Livros 2024)
  - A contadora (no Brasil, Record, 2024)
- The Teacher (2024)
  - A Professora (em Portugal, Alma dos Livros 2024)
  - A professora (no Brasil, Record, 2024)
- The Boyfriend (2024)
  - O Namorado (em Portugal, Alma dos Livros 2025)
- The Crash (2025)
  - O Acidente (em Portugal, Alma dos Livros 2025)
  - O Acidente (no Brasil, Record, 2025)
- The Tenant (2025)
  - A Inquilina (em Portugal, Alma dos Livros 2025)

### Livros curtos
- The Gift (2022)
- The Widow's Husband's Secret Lie (2024)
- Death row (2025)

## Prémios
- 2023 International Thriller Writers Awards para The Housemaid na categoria Melhor Romance Original em Papel [6]
- 2023 Goodreads Choice Awards para The Housemaid's Secret na categoria Melhor Mistério e Suspense [7]